# Phrurolithus banksi
Phrurolithus banksi är en spindelart som beskrevs av Willis J. Gertsch 1941. Phrurolithus banksi ingår i släktet Phrurolithus och familjen flinkspindlar. Inga underarter finns listade i Catalogue of Life.